# Corpo das funções racionais
Corpo das funções racionais, em álgebra, se refere ao corpo cujos elementos são a divisão entre dois polinômios, dotado de operações de soma e produto que satisfazem as operações usuais de frações.
Assim como o termo polinômio pode significar uma função polinomial ou pode significar um polinômio no sentido formal, o corpo das funções racionais também pode significar dois objetos matemáticos, um corpo formado por funções, ou um corpo definido de forma abstrata.

## Construção como um corpo de funções
O corpo da funções racionais com elementos reais pode ser rigorosamente construído a partir das funções racionais. Uma função racional é uma função que pode ser escrita como:
{\displaystyle f:\mathbb {R} \to \mathbb {R} }
{\displaystyle f(x)={\frac {a_{m}x^{m}+a_{m-1}x^{m-1}+\ldots +a_{0}}{b_{n}x^{n}+b_{n-1}x^{n-1}+\ldots +b_{0}}}\,}
em que bn ≠ 0. Pode-se supor, sem perda de generalidade, que bn = 1.
Um cuidado importante deve ser tomado na definição de igualdade entre duas funções racionais. Pois pode ocorrer que duas funções racionais f e g possam ter domínios diferentes, como no caso em que o numerador e o denominador de f não tenha fatores comuns, mas eles tenham algum fator comum em g, e este fator comum tenha raízes reais. Assim, a igualdade f = g deve ser definida a menos de um número finito de elementos, ou seja, quando para todo x real, exceto um conjunto finito, f(x) = g(x).
Para definir F, o corpo das funções racionais, é preciso definir a soma (+), o produto (.) e os elementos neutros destas operações, respectivamente 0 e 1. Os elementos neutros são as funções constantes, ou seja 0F é a função constante 0F(x) = 0, etc.
Um cuidado adicional é necessário para se definir f + g e f . g, pois as definições usuais através de frações:
{\displaystyle ({\frac {p}{q}}+{\frac {r}{s}})(x)={\frac {p(x)s(x)+q(x)r(x)}{q(x)s(x)}}\,}
{\displaystyle ({\frac {p}{q}}.{\frac {r}{s}})(x)={\frac {p(x)r(x)}{q(x)s(x)}}\,}
tem o problema de que o resultado da operação é uma função racional cujo domínio é pelo menos tão restrito quanto f e g, ou seja, seu domínio é {\displaystyle {\mbox{dom}}f\cap {\mbox{dom}}g\,}. Então, a definição rigorosa de f + g e f . g consiste em aplicar estas fórmulas e cancelar os fatores comuns no resultado.
Exemplificando, sejam:
{\displaystyle f(x)={\frac {1}{x^{2}-1}}\,}
{\displaystyle g(x)={\frac {x}{x^{2}-1}}\,}
que são funções racionais cujo domínio exclui os números 1 e -1. Sua soma f + g é a função:
{\displaystyle {\frac {1}{x^{2}-1}}+{\frac {x}{x^{2}-1}}={\frac {1+x}{x^{2}-1}}={\frac {1}{x-1}}\,}
que é uma função cujo domínio inclui -1 mas não inclui 1.
Com estas definições, temos o seguinte teorema:
F, com +, ., 0 e 1 definidos acima, é um corpo
a demonstração dá algum trabalho, pois é preciso, a cada etapa, remover as singularidades das operações. O inverso aditivo é trivial, -f é a função (-f)(x) = -f(x), e o inverso multiplicativo, chamado f-1  é definido naturalmente como:
f = p/q então f-1 = q/p
e é imediato mostrar que f(x) . f-1(x) = 1 para todo real x, exceto nos pontos que não estão nos domínios de f e f-1, o que completa a demonstração.
Como para todo número real existe uma função racional constante cujo contradomínio é este número, o corpo dos números reais pode ser considerado um subcorpo do corpo das funções racionais.

## Construção como o corpo de frações do anel dos polinômios
Dado um domínio de integridade D, existe um único (a menos de isomorfismo) corpo de frações F de D, que é, formalmente, dado pelas classes de equivalência r/s, com r e s elementos de D.
Dado um corpo K qualquer, K[x], o anel dos polinômios em K, é um domínio de integridade. O corpo das funções racionais em K, definido como K(x), é o corpo de frações deste domínio de integridade.
Quando α é um elemento transcendente sobre K, então o corpo K(α) é isomórfico ao corpo das funções racionais em K.

## Como um corpo ordenado
No caso do corpo das funções racionais reais, é possível construir uma relação de ordem total de forma que este corpo seja um corpo ordenado.
Intuitivamente, esta relação é definida considerando-se a função racional f(x) = x como sendo infinitamente grande, ou seja, 1 < x, 2 < x, 3 < x, etc.
Formalmente, um elemento do corpo das funções racionais
{\displaystyle f(x)={\frac {a_{m}x^{m}+a_{m-1}x^{m-1}+\ldots +a_{0}}{x^{n}+b_{n-1}x^{n-1}+\ldots +b_{0}}}\,}
é considerado positivo se, e somente se, am > 0.
Este corpo ordenado é não arquimediano.